# 尼尔斯·格兰费尔特
尼尔斯·达尼埃尔·格兰费尔特（瑞典語：Nils Daniel Granfelt，1887年2月17日—1959年7月21日），瑞典男子体操运动员。他曾获得1912年夏季奥运会体操比赛男子团体瑞典式金牌。他的哥哥埃里克同样是体操选手，弟弟汉斯则是击剑选手。